# 梅特卡夫 (喬治亞州)
梅特卡夫（英語：Metcalf）是位於美國喬治亞州托馬斯縣的一個非建制地區。該地的面積和人口皆未知。

## 地理
梅特卡夫的座標為30°42′01″N 83°59′17″W / 30.70028°N 83.98806°W，而該地的平均海拔高度為53米（即174英尺）。